# الكتف (بدبدة)

تعديل مصدري - تعديل

الكتف هي إحدى قرى عزلة اهل علي بمديرية بدبدة التابعة لمحافظة مأرب، بلغ تعداد سكانها 124 نسمة حسب تعداد اليمن لعام 2004.